# تحية المياه

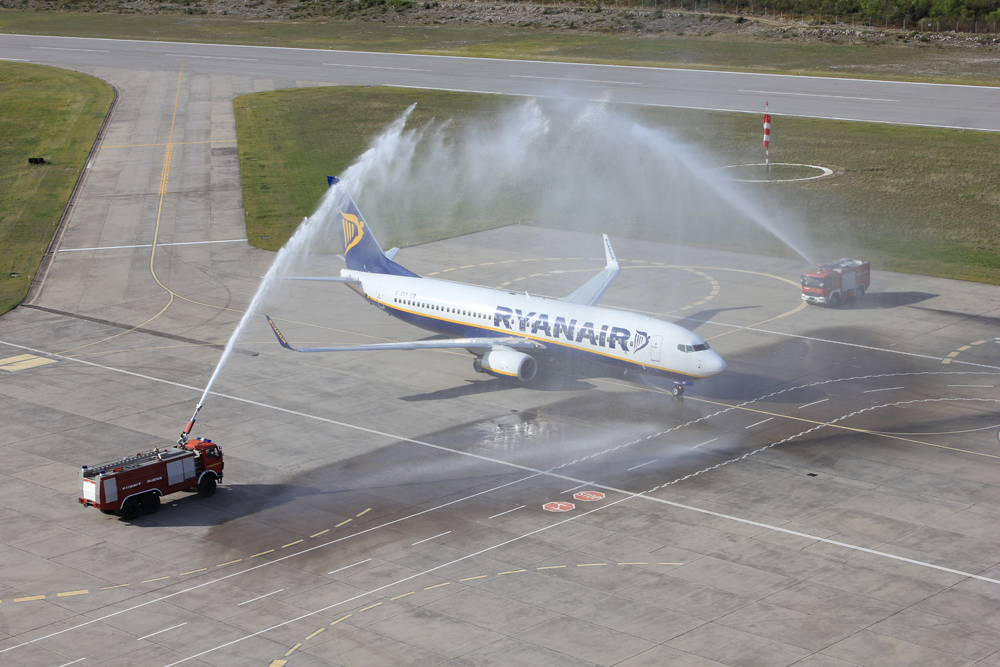
تحية المياه لإحدى طائرات رايان إير في مطار رييكا في كرواتيا عام 2011.

تحية المياه هي تحيّة احتفالية يقوم من خلالها الناس بضخ المياه على شكل أقواس يَعْبُر فيها المُحتفل من خلال تحت تلك الأقواس، في المطارات يُقام في كثير من الأحيان تحية المياه عن طريق سيارات الإطفاء من أجل تحيّة الطيارين المُتقاعدين أو احتفالية من أجل استخدام الطائرات للمرة الأولى. أيضاً تُجرى تحية المياه في عدد من وسائل النقل الأخرى كالزوارق والسيارات.
يعود تقليد تحية الطائرات بالمياه الي أيام الرحلات الطويلة للسفن العابرة للمحيطات، حيث دأبت زوارق الإنقاذ و الأطفاء برش تلك السفن بالمياه كلما غادرت أو وصلت للميناء. و يعتقد أن تقليد تحية الطائرات بالمياه يرجع الي ذلك. وقد أصبح ذلك التقليد ممارسة شائعة بالمطارات في تسعينات القرن الماضي عندما تم تحية الطيارين المتقاعدين من شركة خطوط دلتا الجوية من قبل سيارات الإطفاء بمطار سولت ليك سيتي عن طريق خلق قوس من المياه لتمر من تحته الطائرة.